# Jewish Virtual Library
Die Jewish Virtual Library (JVL) versteht sich mit 25.000 Artikeln und 10.000 Bildern als die umfassendste Onlineenzyklopädie zum Judentum. Sie wurde 1998 durch die US-amerikanische Non-Profit-Organisation American-Israeli Cooperative Enterprise (AICE) gegründet. Geschäftsführer ist der Politikwissenschaftler Mitchell G. Bard. Sie firmierte zunächst unter dem Namen Jewish Student Online Research Center (JSOURCE) und war laut Alexa im Januar 2020 auf dem 57.852 Rang.
Thematisch befasst sie sich mit u. a. Israel, den amerikanisch-israelischen Beziehungen, der jüdischen Geschichte, dem Holocaust, Zionismus und Antisemitismus. Für die Archivierung werden Enzyklopädien, Geschichtsbücher, Journals usw. ausgewertet. Dabei bestehen Kooperationen mit Einrichtungen wie der Anti-Defamation League, Library of Congress, dem  israelischen Ministerium für auswärtige Angelegenheiten und Simon Wiesenthal Center. Digitalisiert wurden bisher u. a. der Tanach und der Babylonische Talmud. Das Projekt wurde nach eigenen Angaben mehrfach ausgezeichnet und von der überregionalen Presse rezipiert.